# Saturnino Río Rojo
Saturnino Río Rojo (ur. 16 lutego 1915 w Mansilla de Burgos, zm. 16 sierpnia 1936 Fuente el Fresno) – hiszpański franciszkanin, alumn, męczennik chrześcijański i błogosławiony Kościoła rzymskokatolickiego.

## Biografia
Urodzony w Mansilla (prowincja Burgos) 16 lutego 1915 roku. Rodzice Marcellino i Eladia byli religijni. Saturnino został ochrzczony 18 lutego 1915 roku, bierzmowano go 18 września 1922 roku. Dwie jego siostry zostały zakonnicami wincentynkami, zaś dwaj kuzyni franciszkanami. Zachęcony tym przykładem Saturnino wstąpił w 1926 roku do niższego seminarium duchownego prowadzonego przez franciszkanów w Alcázar de San Juan (Ciudad Real). Od 1928 kontynuował naukę w kolegium franciszkanów w La Puebla de Montalbán (Toledo). Do nowicjatu wstąpił w Arenas de San Pedro (Ávila) 1 września 1930 roku. Podczas nowicjatu zdiagnozowano u niego chorobę żołądka, z którą borykał się w następnych latach, stale bojąc się, czy zostanie dopuszczony do kolejnych odnowień profesji. Pierwsze śluby złożył 2 września 1931 roku. Przełożeni postanowili skierować go na studia filozoficzno-teologiczne przygotowujące do przyjęcia sakramentu święceń kapłańskich.
Trzyletnie studia filozoficzne odbył w Pastranie (Guadalajara), pierwsze dwa lata teologii spędził w Consuegra (Toledo). Śluby wieczyste złożył 17 maja 1936 roku w Consuegra, następnie udzielono mu niższych święceń w Ciudad Real w dniach 6 i 7 czerwca. Saturnino, pomimo wzrastającego napięcia społecznego i politycznego w Hiszpanii, a następnie wybuchu wojny domowej, nie opuścił seminarium. Został rozstrzelany wraz ze współbraćmi z konwentu w Boca de Balondillo (Fuente el Fresno, Ciudad Real) 16 sierpnia 1936 roku.

## Beatyfikacja
Brat kleryk Saturnino Río Rojo OFM został ogłoszony błogosławionym wraz z innymi 497 męczennikami hiszpańskimi przez papieża Benedykta XVI na Placu Świętego Piotra 28 października 2007 roku. Mszy przewodniczył prefekt Kongregacji Spraw Kanonizacyjnych kardynał José Saraiva Martins.
Wspomnienie liturgiczne obchodzone jest jako obowiązkowe przez zakony franciszkańskie na terenie Hiszpanii, przypada 6 listopada.